# Nazionale femminile di calcio della Polonia
La nazionale femminile di calcio della Polonia (in polacco Reprezentacja Polski w piłce nożnej kobiet) è la rappresentativa calcistica femminile internazionale della Polonia, gestita dalla locale federazione calcistica (PZPN).
In base alla classifica emessa dalla FIFA il 12 giugno 2025, la nazionale femminile occupa il 27º posto del FIFA/Coca-Cola Women's World Ranking.
Come membro dell'UEFA partecipa a vari tornei di calcio internazionali, come al campionato mondiale FIFA, al campionato europeo UEFA, ai Giochi olimpici estivi e ai tornei ad invito come l'Algarve Cup o la Cyprus Cup.

## Storia

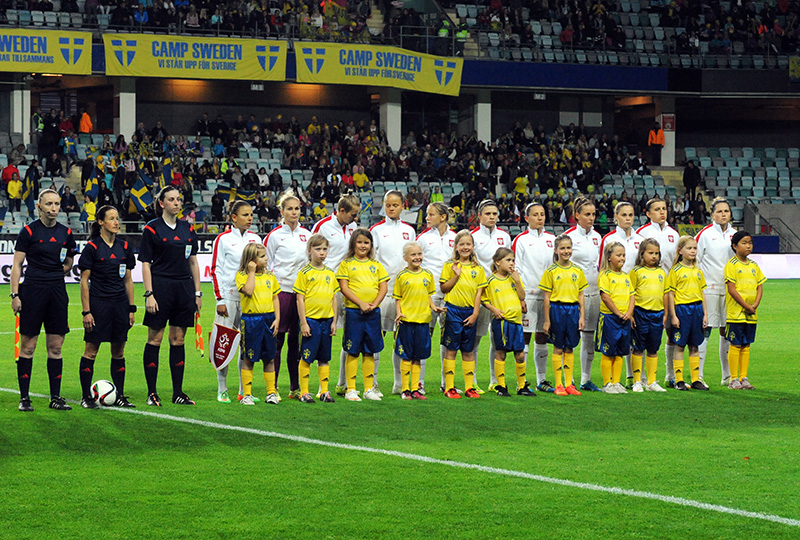
Formazione della Polonia per la partita contro la Svezia il 22 settembre 2015.

La nazionale polacca giocò la sua prima partita ufficiale il 27 giugno 1981, in occasione di un'amichevole contro l'Italia a Catania. Nel 1979 in Polonia era stata istituita una commissione dedicata al calcio femminile e da allora si erano già disputati due campionati nazionali per club; dalle squadre partecipanti vennero selezionate le calciatrici in vista dell'amichevole in Italia, poi persa 3-0. Dopo aver disputato altre amichevoli negli anni successivi, nel 1989 la nazionale prese parte alle qualificazioni al campionato europeo 1991, prima volta in un torneo ufficiale. Da allora non è riuscita a qualificarsi alla fase finale del campionato europeo né a quella del campionato mondiale.
Nelle qualificazioni al campionato mondiale 2011 la Polonia concluse il gruppo 4 al secondo posto alle spalle dell'Ucraina per un solo punto, dopo aver perso l'ultima partita proprio contro le ucraine, e mancando l'accesso ai play-off. Nelle qualificazioni al campionato mondiale 2023 la squadra concluse al terzo posto il gruppo F dietro Norvegia e Belgio, avendo fino all'ultima giornata la possibilità di accedere alla fase play-off. Nell'edizione inaugurale della UEFA Women's Nations League la nazionale polacca venne inserita nella Lega B, e, concludendo al primo posto il gruppo 3, venne promossa in Lega A.

## Partecipazioni ai tornei internazionali
Legenda: Grassetto: Risultato migliore, Corsivo: Mancate partecipazioni

## Tutte le rose

### Campionato europeo
Campionato d'Europa UEFA 20251 Szemik, 2 Wiankowska, 3 Zieniewicz, 4 Dudek, 5 Woś, 6 Matysik, 7 Mesjasz, 8 Kamczyk, 9 Pajor, 10 Zawistowska, 11 Pawollek, 12 Radkiewicz, 13 Szymczak, 14 Grabowska, 15 Kokosz, 16 Jedlińska, 17 Słowińska, 18 Krezyman, 19 Padilla, 20 Adamek, 21 Tomasiak, 22 Seweryn, 23 Achcińska, CT: Patalon

## Rosa
Lista delle 23 giocatrici convocate dalla selezionatrice Nina Patalon per il campionato europeo 2025. Presenze, reti e squadre d'appartenenza aggiornate al momento della convocazione.
|  | P | Natalia Radkiewicz    | 8 agosto 2003 (21 anni)    | 2   | 0  | Pogoń Stettino        |  |  |
|  | P | Kinga Szemik          | 25 ottobre 1997 (27 anni)  | 27  | 0  | West Ham              |  |  |
|  | P | Kinga Seweryn         | 31 marzo 2005 (20 anni)    | 0   | 0  | GKS Katowice          |  |  |
|  |   |                       |                            |     |    |                       |  |  |
|  | D | Kayla Adamek          | 1º febbraio 1995 (30 anni) | 21  | 1  | Ottawa Rapid          |  |  |
|  | D | Paulina Dudek         | 16 giugno 1997 (28 anni)   | 59  | 7  | Paris Saint-Germain   |  |  |
|  | D | Sylwia Matysik        | 20 maggio 1997 (28 anni)   | 63  | 0  | Colonia               |  |  |
|  | D | Emilia Szymczak       | 17 giugno 2006 (19 anni)   | 10  | 0  | Barcellona            |  |  |
|  | D | Martyna Wiankowska    | 24 dicembre 1996 (28 anni) | 92  | 11 | Colonia               |  |  |
|  | D | Oliwia Woś            | 15 agosto 1999 (25 anni)   | 21  | 0  | Basilea               |  |  |
|  | D | Wiktoria Zieniewicz   | 9 maggio 2002 (23 anni)    | 21  | 0  | Basilea               |  |  |
|  |   |                       |                            |     |    |                       |  |  |
|  | C | Adriana Achcińska     | 22 aprile 2002 (23 anni)   | 41  | 7  | Colonia               |  |  |
|  | C | Martyna Brodzik       | 7 luglio 2001 (23 anni)    | 8   | 0  | Pogoń Stettino        |  |  |
|  | C | Dominika Grabowska    | 26 dicembre 1998 (26 anni) | 87  | 9  | Hoffenheim            |  |  |
|  | C | Ewelina Kamczyk       | 22 febbraio 1996 (29 anni) | 99  | 17 | Fleury                |  |  |
|  | C | Milena Kokosz         | 17 agosto 2001 (23 anni)   | 7   | 0  | Åsane                 |  |  |
|  | C | Tanja Pawollek        | 18 gennaio 1999 (26 anni)  | 26  | 1  | Eintracht Francoforte |  |  |
|  | C | Klaudia Słowińska     | 13 agosto 1999 (25 anni)   | 6   | 1  | GKS Katowice          |  |  |
|  |   |                       |                            |     |    |                       |  |  |
|  | A | Klaudia Jedlińska     | 9 febbraio 2000 (25 anni)  | 13  | 0  | Digione               |  |  |
|  | A | Nadia Krezyman        | 22 giugno 2004 (21 anni)   | 9   | 1  | Digione               |  |  |
|  | A | Natalia Padilla Bidas | 6 novembre 2002 (22 anni)  | 44  | 12 | Siviglia              |  |  |
|  | A | Ewa Pajor             | 3 dicembre 1996 (28 anni)  | 101 | 67 | Barcellona            |  |  |
|  | A | Paulina Tomasiak      | 2 gennaio 2002 (23 anni)   | 5   | 3  | Górnik Łęczna         |  |  |
|  | A | Weronika Zawistowska  | 17 dicembre 1999 (25 anni) | 41  | 9  | Bayern Monaco         |  |  |